# Innatismo
El innatismo es la doctrina según la cual algunos conocimientos (o todo el conocimiento) son innatos, es decir, no adquiridos por medio del aprendizaje o la experiencia. Se dice que nacemos sabiéndolos o que estamos determinados a adquirirlos. La palabra «innatismo» ya sugiere algún tipo de idea, conocimiento o contenido mental que está presente en el momento en que un organismo nace, es decir, que no es adquirido o aprendido por este.

## Variantes del innatismo
Los analistas a veces dividen la filosofía del innatismo en dos áreas:
- Innatismo conocimiento: esta doctrina afirma que los seres humanos tengan acceso a los conocimientos que poseen por naturaleza.
- Idea innatismo: esta doctrina afirma que los seres humanos tengan acceso a ciertas ideas innatas.

Un innatista podría respaldar una cuenta innatista de ideas o del conocimiento, o de ambas ideas y conocimientos.

## Racionalismo
El innatismo es una característica que suele darse en los sistemas racionalistas y que viene exigida por la necesidad de encontrar una fuente de conocimiento distinta a la experiencia, es decir, a la información que procede de los sentidos. Si el conocimiento no se elabora a partir de los sentidos, entonces tiene que venir de algún otro sitio. En particular, es posible pensar que antes de cualquier experiencia, son necesarios algunos conocimientos básicos. Por ejemplo, es posible dudar que la idea de infinito, de substancia o de Dios puedan ser adquiridas empíricamente. En principio toda doctrina innatista acaba teniendo casi siempre una vinculación con las doctrinas relacionadas con el racionalismo. Así, las teorías innatistas están presentes en el padre de todos los racionalistas, Platón, y de los autores modernos que se agrupan en torno al racionalismo de los siglos XVII y XVIII, como son René Descartes, Baruch Spinoza o Gottfried Leibniz, entre otros.
En el otro extremo, los filósofos que mantienen posiciones empiristas, como Aristóteles, John Locke y David Hume, niegan la posibilidad de ideas o contenidos mentales innatos, pudiendo resumir la postura de todos ellos en el adagio tradicional Nihil est in intellectu quod non prius fuerit in sensu («Nada hay en la mente que previamente no estuviera en los sentidos»).
Es destacable el hecho de que los autores racionalistas, y consecuentemente, innatistas, den una gran importancia a las matemáticas como modelo de conocimiento. También lo es que la tradición complementaria, el empirismo, se haya desarrollado sobre todo en el ámbito anglosajón y mucho menos en el pensamiento continental, al contrario que el racionalismo.

### Kant
El filósofo Immanuel Kant intentó salvar la oposición entre racionalismo y empirismo sin abandonar completamente el innatismo. Para Kant, si bien todo conocimiento comienza con la experiencia, no todo conocimiento se justifica en ella. Las nociones de espacio, tiempo y las categorías, siendo condición de posibilidad de la experiencia, son independientes de ella, y pueden ser investigadas con métodos a priori, dando lugar a una filosofía trascendental ("de las condiciones de posibilidad de la experiencia"). 

### Chomsky
Noam Chomsky propuso su teoría innatista en el año 1960, pero él estuvo hablando sobre algo similar años antes de esto. En 1965, Chomsky publicó el libro Aspectos de la Teoría de la Sintaxis, donde exploraba el concepto de la teoría innatista, y la gramática universal. En este libro, y en artículos en un período de tiempo similar, Chomsky observaba que no teníamos una explicación para la rapidez con que los niños aprenden y dominan su propio lenguaje. Según Chomsky, era extremadamente difícil encontrar una teoría que fuera "lo suficientemente rica para cumplir con la condición de adecuación empírica". La teoría innatista era más intuitiva, y se manifiesta en la experiencia de cada persona que ha tenido experiencia con el aprendizaje de un niño. Para dar una explicación posible y teórica, Chomsky teorizó acerca de la existencia de una gramática universal.
En un principio, la gramática universal se perfiló como una solución y una explicación para la pobreza de estímulos. En sus libros y artículos, Chomsky razona que la estructura de la gramática a través de lenguajes tiene más similitudes que diferencias, y hay una unidad básica que cada lenguaje sigue. Argumentó que el cerebro tiene preferencia innata por esta estructura, y por eso, los niños pueden aprender tan rápidamente debido a su mecanismo innato.

### Constructivismo
Además, el constructivismo, a pesar de no defender precisamente la noción de «razón universal» ni el empirismo, expone una forma de innatismo sui generis en la que existe una conciencia innata que ordena y construye las experiencias y les da sentido, mas no postula la existencia de ideas innatas. Es decir que, de alguna manera, existe un yo innato que construye una interpretación de sus experiencias.